# Comparsa

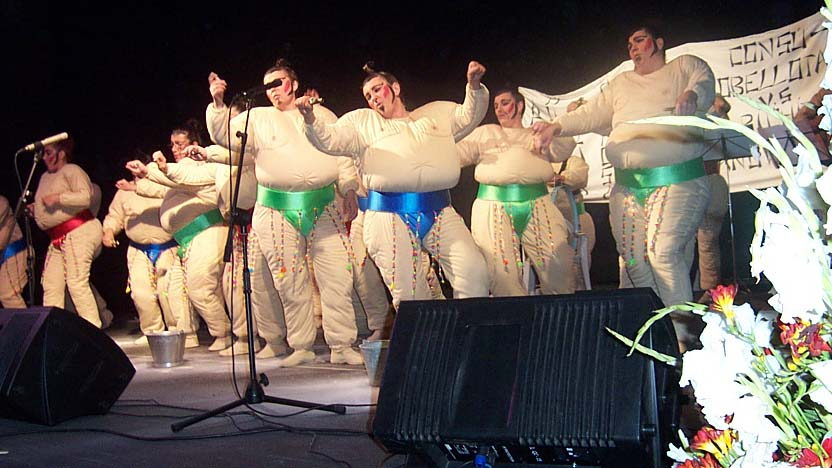
Comparsa Peruca, em Alcalá la Real, província de Jaén, na Espanha

O termo comparsa refere-se a agrupamentos carnavalescos, onde seus integrantes desfilam ou dançam pelas ruas, tocando uma música própria. Os instrumentos, a dança e o caráter do desfile é específico para cada país em que elas existem, e em muitos carnavais do mundo são competições onde eles competem por diversos prêmios.
O termo comparsa é entendido como análogo ao de bloco carnavalesco, em português, ou de krewe, em inglês.

## NaEspanha

### NasCanárias
As companhias de dança são os grupos que organizam uma apresentação de música, dança e cor que dá vida ao desfile animado do carnaval. A cada ano, os grupos melhor preparados são recompensados. Originalmente buscando ritmos da música brasileira, agora procuram ritmos latinos em geral. Eles são compostos de três partes distintas: "batucada", que é fornecido pela percussão e som, "Cidade", e "ballet", que desenvolve coreografias. Juntamente com a murga, são o destaque no Carnaval. 
Durante as festividades, são realizados dois concursos para estes grupos: "Ritmo e Harmonia", e "Interpretação e Apresentação". O primeiro acontece em um palco. O segundo acontece na rua ao som de batucada. Não apenas os comparseros dançam, mas também a plateia.
Entre os mais populares, estão O Joroperos, Dançarinas Canarios e Os Cariocas em Carnaval de Santa Cruz de Tenerife ou Aragüimé Jaguaribe e Cubatão, em Las Palmas Gran Canaria.

### EmCádis
O criador desta modalidade no Carnaval de Cádis, tal como a conhecemos, foi Paco Alba. Veio como uma modalidade do COAC, em 1960, pela mão de seu criador Paco Alba. Este é o mais comprometido. O carnaval de Cádiz é uma estilização do carnaval. Embora à procura de uma paródia grotesca, a trupe pretende uma crítica poétics, e um repertório mais elaborado, utilizando três guitarras.
É realizada de 12 a 15 membros que cantam em línguas diferentes: insecto Alto tenor e segunda. Eles são acompanhados por dois ou três guitarra s, uma baixo, uma caixa e assobios ou cabaço s. O seu repertório, como a da piada, é composto de apresentação, pasodobles, dísticos, chorus e potpourri.
A competição oficial grupos carnavalescos (COAC), realizada em Gran Teatro Falla onde os grupos partilham o palco com outros três tipos de grupos: o vocais, o piadas e Quartetos.
Os prémios do primeiro carnaval nos últimos anos foram:
- 2010 — Jesus
- 2009 — A égua que me levava, por Antonio Martín.
- 2008 — A comparsa de Momo, por Francisco Javier Marquez e David (o Carapapas).
- 2007 — Araka o kana, de Juan Carlos Aragão.
- 2006 — O boiler, de Joaquín Quiñones.
- 2005 — O espírito de Cai, de Tino Tovar.
- 2004 — A velha prisão, de Joaquín Quiñones.
- 2003 — Guadalupe, por Luis Rivero
- 2002 — Anjos caídos, por Juan Carlos Aragão.
- 2001 — A menina dos meus olhos, de Antonio Martinez Ares.
- 2000 — O ano catapum, de Tino Tovar.
- 1999 — O grupo vinha bomba de Roma", de El Puerto de Santa María.
- 1998 — Piratas, de Antonio Martinez Ares.
- 1997 — O trabalhador, de Antonio Martín.
- 1996 — O fosso, de Antonio Martinez Ares.
- 1995 — Charruas, de Joaquín Quiñones.
- 1994 — A tempestade, de Antonio Martinez Ares.
- 1993 — Os miseraveis, de Antonio Martinez Ares.
- 1992 — suspiros Caiof Joaquín Quiñones.
- 1991 — Encajebolillosby Antonio Martín.
- 1990 — O mar, de Antonio Martín.
- 1989 — Estamos chocados, dos irmãos Alcântara.
- 1988 — Para a batida do meu pincel, de la Peña Nossa Andaluzia.
- 1987 — A viver fogo, de Antonio Martín.
- 1986 — Respiração da vida, de Antonio Martín.
- 1985 — Atrás da muralha, de Antonio Martín.
- 1984 — Borda, de Andaluz Manuel Varo de Barbate.
- 1983 — Água clara, de Antonio Martín.
- 1982 — Deuses do Olimpo, de Joaquín Quiñones.

### EmBadajoz
Em Badajoz, os grupos são compostos por pelo menos 30 componentes, alguns de mais de 150 componentes mais próximo de 200. Os figurantes nessa cidade não cantam, dançam. O domingo de carnaval é um desfile pelas ruas da cidade, onde os grupos competem para a melhor fantasia e melhor música. O show dura várias horas e todos os visitantes vêm da Estremadura e de Portugal. Um mês antes, em Velas, os grupos concorrem na bateria para a melhor música de percussão.

## Argentina
Na Argentina, as escolas de samba também são chamadas de comparsas.

## No Uruguai
No Uruguai, os grupos que estão chamados de negros y lubolos (os brancos que estavam vestidos de preto para participar nas festividades dos negros na época colonial) interpretam vários ritmos musicais ligadas ao candombe. Estes comparsas são integrados por um corpo de bailarinos, um "corda de tambores" e a participação dos personagens típicos do candombe, como "La Mama Vieja", "El escobero y "El Gramillero". Apesar de terem a sua altura nos desfiles de rua também estão envolvidos nas tabelas de desempenho, com uma bastante diferente. Tem um pequeno grupo de percussionistas, bailarinos etc. Os figurinos são espetaculares e não há uma ênfase no canto.